# Gandhinagar, Chitapur
Gandhinagar là một làng thuộc tehsil Chitapur, huyện Gulbarga, bang Karnataka, Ấn Độ.